# Stizostedion marinum
Stizostedion marinum é uma espécie de peixe da família Percidae.
Pode ser encontrada nos seguintes países: Azerbaijão, Bulgária, Irão, Cazaquistão, Moldávia, Roménia, Rússia, Turquemenistão e Ucrânia.